# Bălți
Bălți [ˈbəltsʲ] (Ausspracheⓘ; kyrillische Schreibung Бэлць; russisch Бельцы/Belzy; deutsch und jiddisch Belz) ist mit knapp 102.000 Einwohnern (2014) die nach Chișinău zweitgrößte Stadt der Republik Moldau, wenn man von der in Transnistrien gelegenen Stadt Tiraspol absieht.
Bălți ist das bedeutendste Industrie-, Kultur- und Geschäftszentrum sowie das wichtigste Verkehrsdrehkreuz im Norden Moldaus. Die Stadt liegt in der Bălți-Steppe, rund 130 km nördlich von Chișinău am Fluss Răut, einem Nebenfluss des Dnisters. In der Stadt lebt eine multikulturelle und mehrsprachige Bevölkerung, Hauptumgangssprachen sind Russisch und Rumänisch.

## Geschichte
Bălți findet sich erstmals 1620 in den Kommentaren zur polnischen Expedition gegen das Osmanische Reich erwähnt: In der Schlacht von Țuțora wurde die polnische Armee besiegt und musste sich zurückziehen. Auf ihrer Rückkehr erreichten die polnischen Soldaten am 4. Oktober den Fluss Răut bei Bălți.
1699 siedelte die Osmanische Pforte loyale polnisch-muslimische Tataren im nahe gelegenen Lipkany an, das nach den Lipka-Tataren benannt wurde.

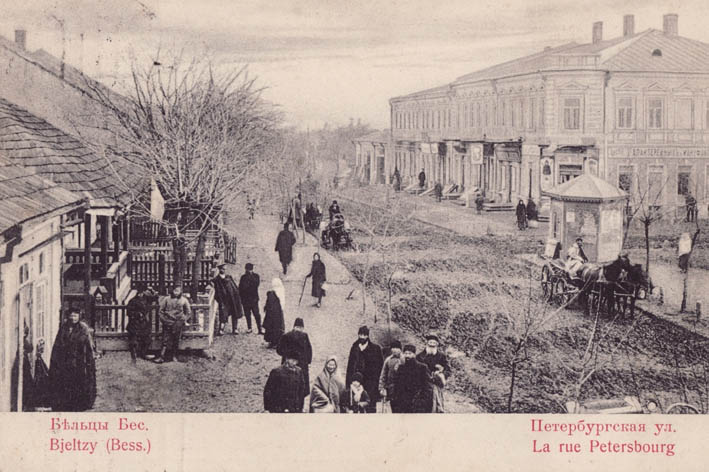
Das zaristische Bălți zur Jahrhundertwende

1812 fiel die Region Bessarabien und damit auch Bălți an Russland. Schon bald ließen sich zahlreiche Russen und Ukrainer in der Region nieder und Russisch wurde als Amts- und Schulsprache eingeführt. Bălți im Speziellen war dabei eines der Zentren der russischsprachigen Einwanderer. Am 20. April 1818 erhielt Bălți das Stadtrecht.

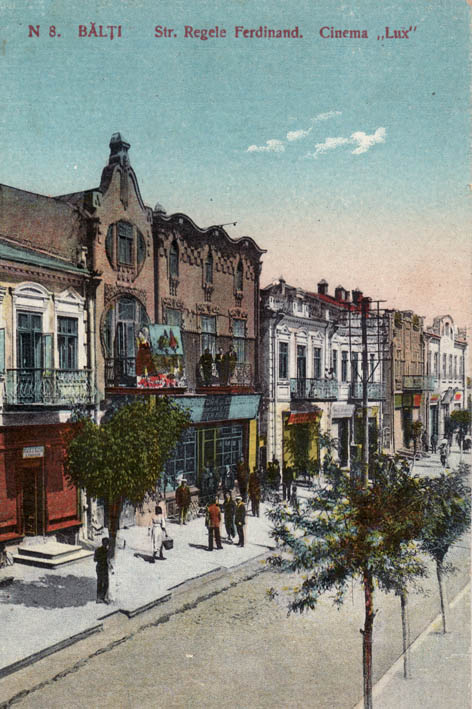
Bălți in den 1930er-Jahren

Die Stadt war ein wichtiges Zentrum des bessarabischen Judentums, 1897 waren fast 56 % der damals rund 18.500 Einwohner Bălțis Juden, gegenüber 23 % Russen und Ukrainern und 17 % Rumänen und Moldauern.

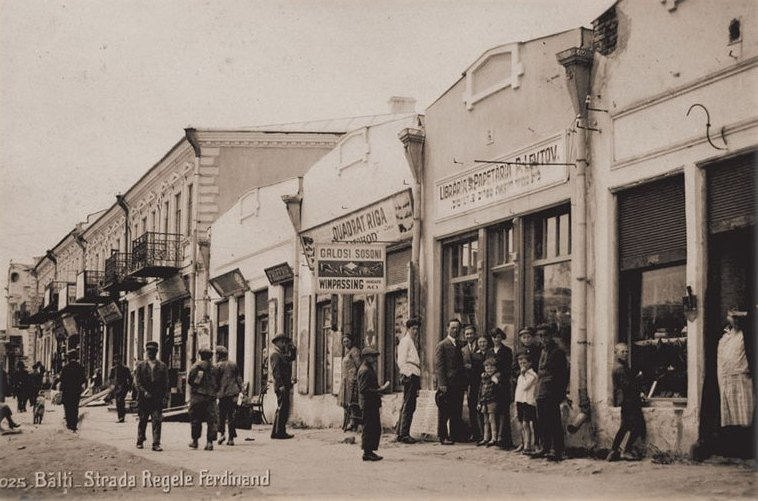
Bălți vor dem Zweiten Weltkrieg

1918 wurde Bessarabien Teil Rumäniens. Die russischsprachigen Bevölkerungsgruppen in der Region waren anschließend einer intensiven Rumänisierungspolitik ausgesetzt. 1940 wurde Bessarabien infolge des deutsch-sowjetischen Nichtangriffspaktes von der Sowjetunion annektiert und Teil der neuen Moldauischen Unionsrepublik.
Im Zweiten Weltkrieg wurde die Stadt am 9. Juli 1941 von rumänischen Truppen eingenommen. Der Großteil der jüdischen Gemeinde in Bălți wurde in der Folgezeit verschleppt oder ermordet. Am 26. März 1944 wurde die Stadt von der Roten Armee zurückerobert und war anschließend wieder ein Teil der Sowjetunion. Bălți erlitt während des Krieges schwere Schäden, ein Großteil der historischen Bausubstanz wurde dabei zerstört.

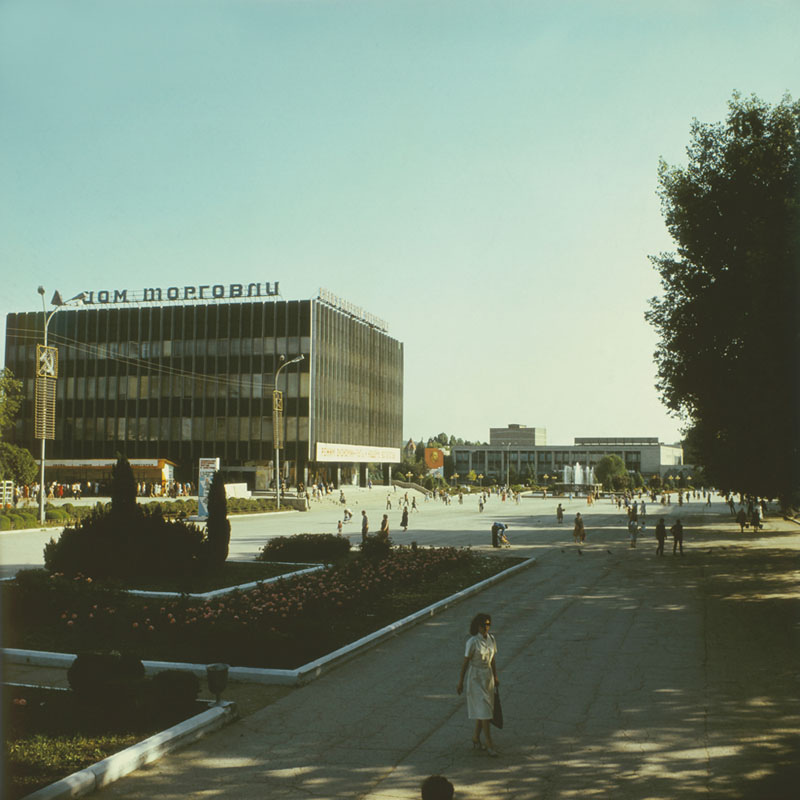
Die Stadt zur Zeit der Sowjetunion, 1985

Nach 1945 setzte man statt auf Rekonstruktion hauptsächlich auf Neugestaltung. In großem Umfang wurden neue Stadtviertel im Plattenbaustil angelegt und industrielle Betriebe angesiedelt. Die Einwohnerzahl erholte sich rasch und betrug 1959 bereits fast 68.000 – das Doppelte des Werts von 1930. Ende der 1960er-Jahre wurde die Marke von 100.000 Einwohnern überschritten. Seit dem Zerfall der Sowjetunion im Jahr 1991 ist die Stadt Teil des nun unabhängigen Staates Republik Moldau.
Wie in vielen ehemaligen Sowjetrepubliken herrschte in Moldau, und damit auch in Bălți, in den 1990er-Jahren eine Phase des wirtschaftlichen und demografischen Niedergangs. Inzwischen hat sich die Lage jedoch wieder gebessert.

## Stadtbild

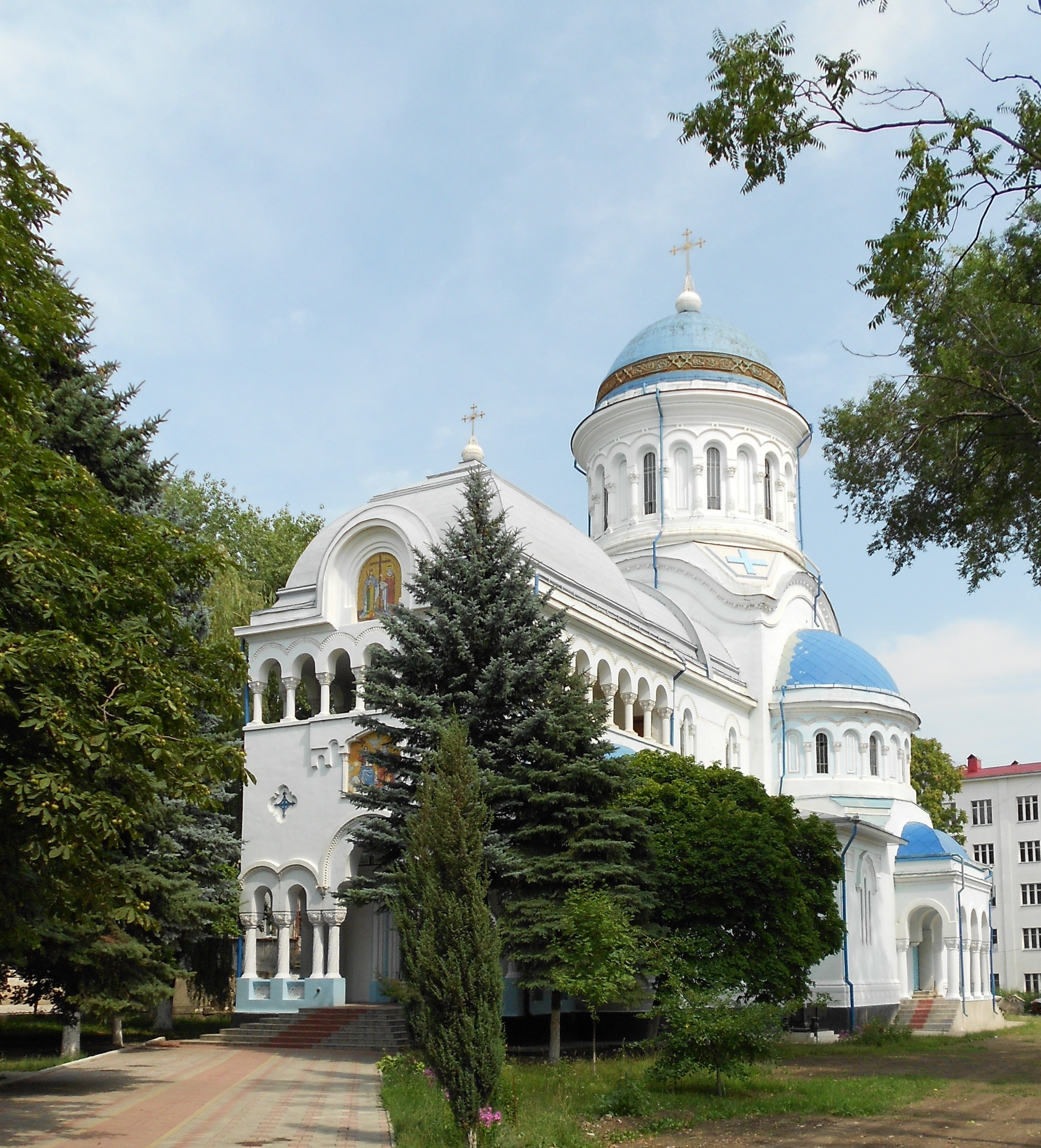
Constantin-und-Elena-Kirche

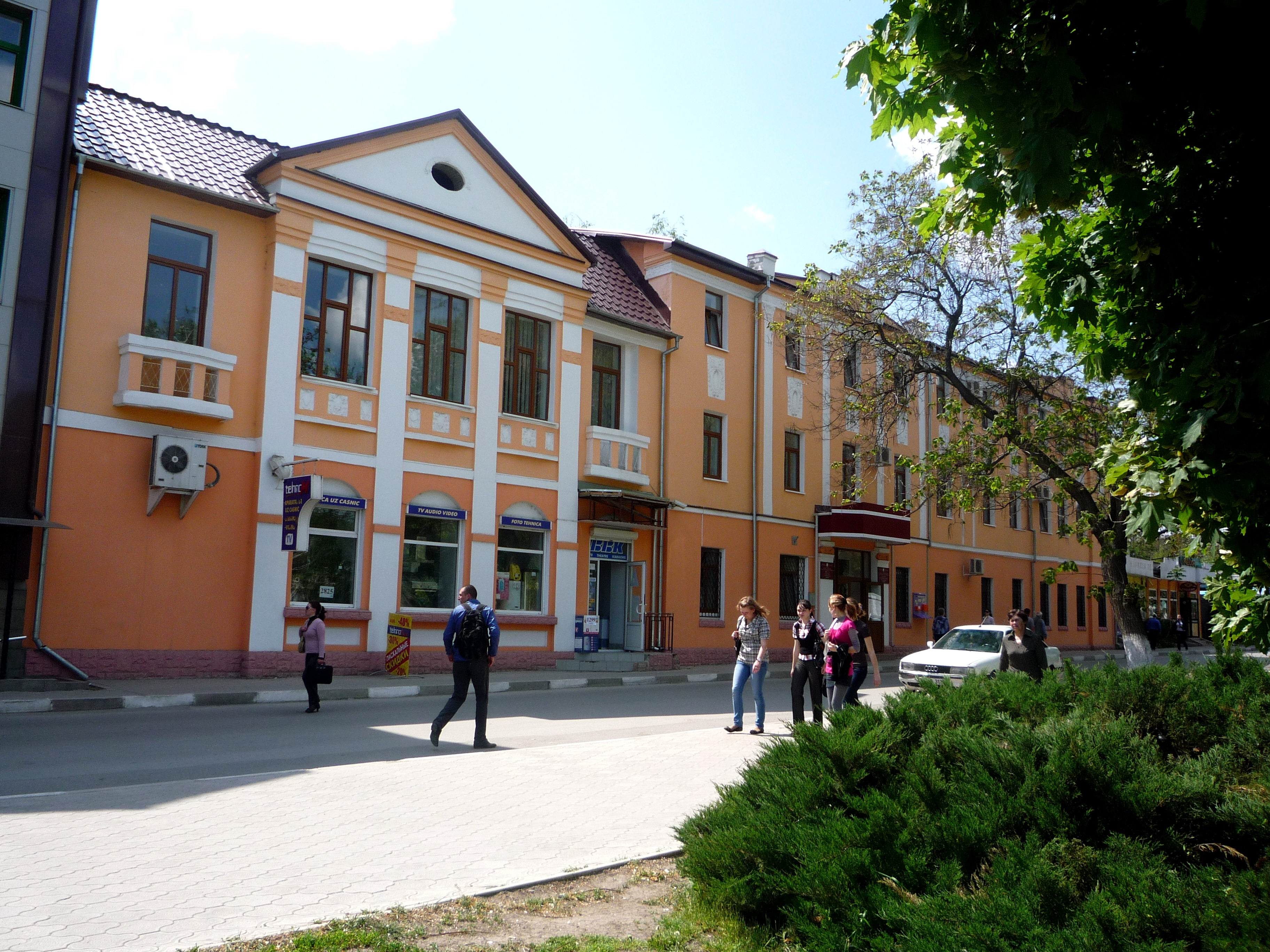
Zentrum der Stadt

Zu den Sehenswürdigkeiten der Stadt zählen die Sf. Nicolae-Kirche, die Constantin-und-Elena-Kirche, die Alecu-Russo-Universität, sowie das Vasile-Alecsandri-Theater.

## Verkehr

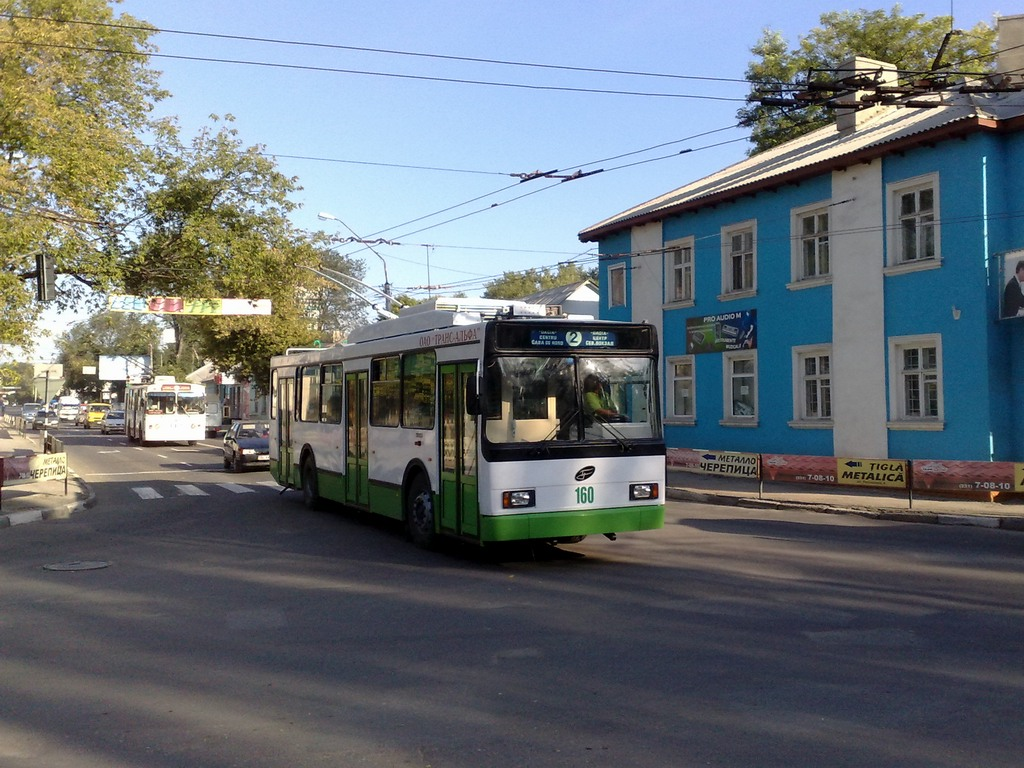
Ein Trolleybus in Bălți

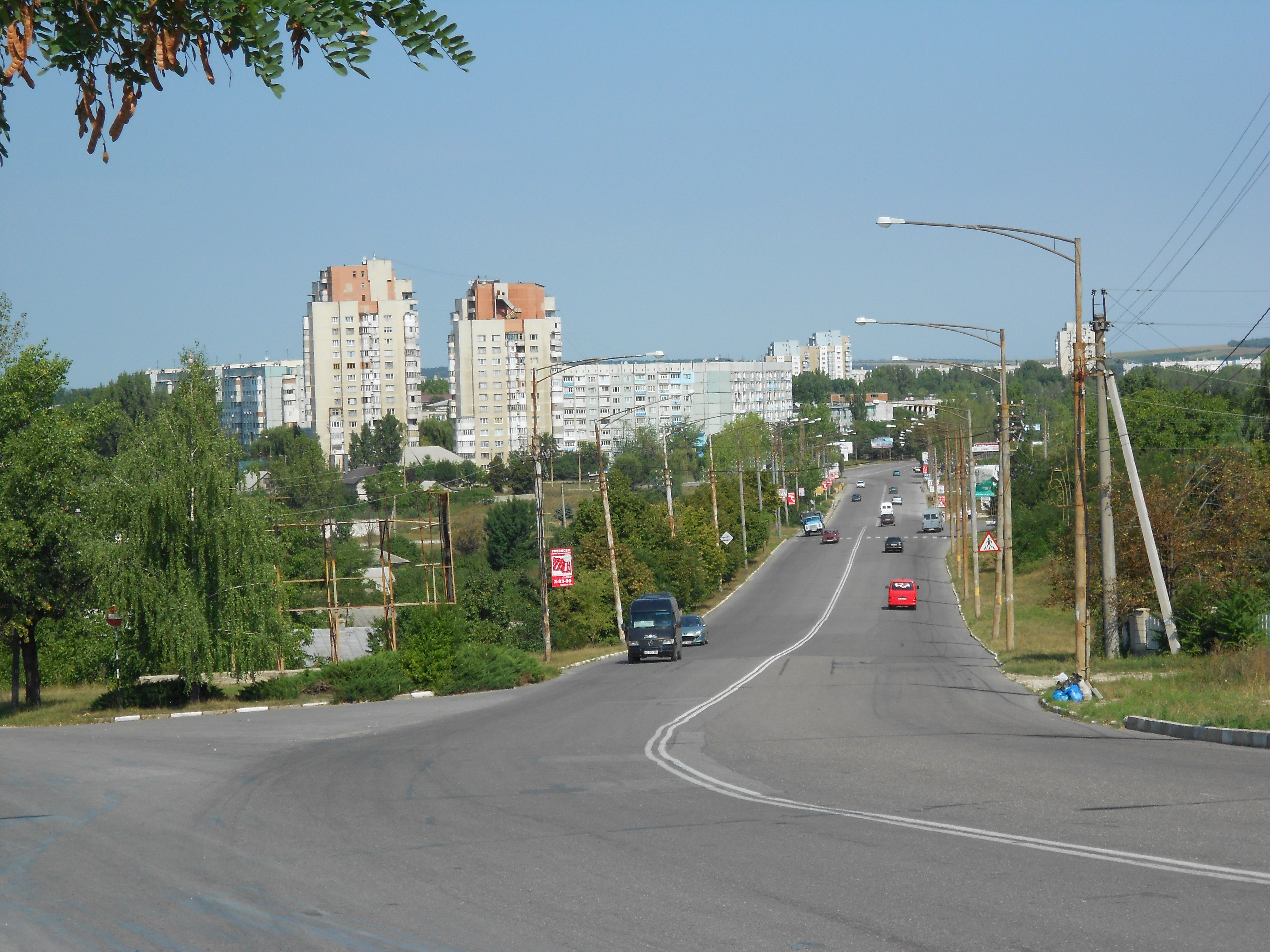
Außenviertel mit Plattenbauten

### Luftfahrt
Die Geschichte der Luftfahrt in Bălți begann mit dem zivilen Flugplatz Bălți (auch bekannt als Flugplatz Bălți-Teioasa). Der erste militärische Bălțier Flugplatz war Flugplatz Bălți-Singureni.
Die ehemaligen Flughafen Bălți-Stadt und Hubschrauberlandeplätze  befinden sich in der Stadt und dienten der binnen-sowjetischen Flügen und dem Regionalverkehr. 
Seit 1987, neun Kilometer nordwestlich der Stadt liegt der Flughafen Bălți-Leadoveni. 
Moldaeroservice ist eine der größten historischen moldawischen Fluggesellschaften und Flughäfenbetreiber.

### Eisenbahnwesen
Bălți verfügt über zwei wichtige Bahnhöfe, die eine bedeutende Rolle im regionalen und überregionalen Schienenverkehr spielen: Bălți-Slobozia (Nordbahnhof) und Bălți-Stadtbahnhof. Der Bahnhof Bălți-Slobozia, 1893 eröffnet, ist der größte und wichtigste Verkehrsknotenpunkt im Norden der Republik Moldau. Er wurde als Teil der Eisenbahnlinie Slobozia–Rîbnița–Bălți–Ocnița–Nowa Sulița errichtet, deren Bau 1892 begann und zahlreiche technische Herausforderungen, wie die Errichtung von Dämmen durch sumpfiges Gelände, mit sich brachte. Von hier aus verließ am 12. November 1893 der erste Zug den Bahnhof in Richtung Ocnița.
Der kleinere Bahnhof Bălți-Stadt (Gara Bălți-Oras) bedient vor allem den  regionalen und auch internationalen Personen- und Cargoverkehr.

### Öffentlicher Verkehr
In der Stadt existiert seit 1972 ein Trolleybus-Netz, das den öffentlichen Nahverkehr abdeckt und derzeit fünf Linien umfasst. Außerdem bestehen Eisenbahnverbindungen in andere Teile Moldaus sowie in Nachbarländer.

## Industrie
Bălți beherbergt vor allem Elektro- und Nahrungsmittelindustrie und ist sowohl Industrie- als auch Universitätsstadt (Staatliche Alecu-Russo-Universität Bălți) mit Kulturzentrum, Kunstgalerien, Theatern und Kulturpalast.
Eine Vielzahl von Handwerksbetrieben aller Sparten, insbesondere im Baubereich, sind in der Stadt vorhanden. Der Fenster- und Fassadenbau ist stark vertreten.
Der alte jüdische Friedhof von Bălți liegt am Rand eines einfachen Wohnviertels im Nordwesten. Er ist der zweitgrößte jüdische Friedhof des Landes.

## Bevölkerung
Die Stadt hatte im Jahr 2014 etwa 102.000 Einwohner.
Vorhandene Volkszählungsdaten
Im Jahre 1897 wurde die erste Volkszählung durchgeführt; 1930 gab es eine rumänische Volkszählung; 1959, 1970, 1979 und 1989 wurden sowjetische Volkszählungen durchgeführt. Die Bevölkerungszahl entwickelte sich gemäß den vorhandenen Volkszählungsdaten wie folgt:
| Jahr      | 1897   | 1930   | 1959   | 1970    | 1979    | 1989    | 2004    | 2014    |
| --------- | ------ | ------ | ------ | ------- | ------- | ------- | ------- | ------- |
| Einwohner | 18.500 | 30.600 | 67.666 | 105.505 | 126.950 | 161.475 | 127.561 | 102.457 |

Ethnischer Aufbau im Jahr 2014:
| Ethnie           | Zahl   | %      |
| ---------------- | ------ | ------ |
| Moldauer/Rumänen | 59 897 | 58,4 % |
| Ukrainer         | 17 450 | 17,0 % |
| Russen           | 15 146 | 14,7 % |
| Bulgaren         | 179    | 0,1 %  |
| Gagausen         | 122    | 0,1 %  |
| andere           | 1595   | 1,5 %  |
| nicht deklariert | 8030   | 7,8 %  |

Der Bevölkerungsanteil der russischen bzw. russischsprachigen Minderheit ist in Bălți überdurchschnittlich hoch. Bălți ist heute eine zweisprachige Stadt. Aufgrund der demografischen Verhältnisse gilt der Ort als eine Hochburg der russlandfreundlichen Parteien. Bei den Kommunalwahlen 2015 erreichten dem pro-russischen Spektrum zuzuordnende Parteien rund 86 % der Stimmen in Bălți. Renato Usatîi wurde dabei mit rund 72,5 % der Stimmen zum neuen Bürgermeister der Stadt gewählt und löste den langjährigen Amtsinhaber Vasili Panciuc ab, der nicht mehr zur Wahl angetreten war.
Russisch ist die meistgesprochene Sprache in der Stadt. 2004 gaben 53,9 % der Bevölkerung Russisch als ihre meistgenutzte Sprache an, Rumänisch wurde von 42,66 %, Ukrainisch von 3,03 % der Befragten genannt, 0,4 % nutzten bevorzugt andere Sprachen. Tatsächlich sind die meisten Bewohner Bălțis zweisprachig und beherrschen sowohl Russisch als auch Rumänisch. Beide Sprachen sind im Alltag und im Straßenbild häufig anzutreffen.

## Sonstiges
In dem bekannten jiddischen Lied Majn Schtetele Belz wird Bălți besungen.
Der Fußballverein FC Zaria Bălți trägt seine Heimspiele im Stadionul Olimpia Bălți aus.
Eugenio Coseriu (1921–2002), ein bedeutender Sprachwissenschaftler, besuchte in Bălți die Schule (heute Colegiul Ion Creanga).

## Söhne und Töchter der Stadt
- Karl Schmidt (1846–1928), bessarabischer Politiker
- Leonte Răutu (1910–1993), rumänischer kommunistischer Politiker
- Colea Răutu (1912–2008), Schauspieler
- Lia van Leer, geborene Greenberg (1924–2015), rumänisch-israelische Filmarchivarin und Festival-Gründerin
- Ecaterina Merică (1941–2008), Präsidentin der Rumänischen Gesellschaft für Kosmetikchemiker
- Alexei Maximtschuk (* 1958), russischer Admiral
- Roman Grinberg (* 1962), Musiker
- Tali Ploskov (* 1962), israelische Lehrerin und Politikerin
- Marian Lupu (* 1966), Politiker
- Oleg Borschtschewski (* 1969), russischer Popsänger
- Vasile Sănduleac (* 1971), Schachspieler, -schiedsrichter und -trainer
- Sergei Aksjonow (* 1972), Politiker auf der Krim
- Elena Gorohova (* 1972), Biathletin und Skilangläuferin
- Geta Burlacu (* 1974), Sängerin
- Natalia Barbu (* 1979), Sängerin
- Cristian Raileanu (* 1993), rumänisch-moldauischer Radsportler
- Witali Botnar (* 2001), Fußballspieler

## Städtepartnerschaften
- Płock
- Izmir
- Larisa
- Stryj
- /  Tiraspol[12]